# Jane Horney
 For alternative betydninger, se Granberg. (Se også artikler, som begynder med Granberg)
"Jane" Ebba Charlotta Horney (gift Granberg) (født 8. juli 1918 i Stockholm, død 20. januar 1945 på Øresund) var en svensk kvinde, der den 20. januar 1945 blev likvideret af medlemmer af den danske modstandsbevægelse på en fiskerbåd på Øresund mellem Höganäs i Sverige og Rungsted i Danmark. Gestapo i Danmark troede, at hun var britisk eller sovjetisk agent, og det blev efter krigen benægtet, at hun var Gestapo-agent. Abwehr-officerer benægtede i forhør hos Säpo (svensk sikkerhedstjeneste), at hun nogensinde var agent for Abwehr.
Inden sin tid som enten agent eller udveksler af informationer fungerede Jane Horney fra 1941 til 1943 som kurer for Aftonbladet i Berlin, hvor hendes mand i samme tidsrum var avisens korrespondent. Jane Horney havde dog også selv en baggrund som skribent, der gik tilbage til 1939, hvor hun efter en rejse til Grønland i 1938-1939 efterfølgende solgte sine rejseoplevelser til søndagstillægget af en Stockholmer-avis. Hun blev senere samme år gift med redaktøren for søndagstillægget.

## Baggrund
Jane Horney blev født den 8. juli 1918 i Sverige. Hun var datter af civilingeniør Fredrik Horney og dennes hustru. Horney var ældste barn af 3: Jane (Ebba), Johan og Britt-Marie. Hendes mor var født og opvokset i Danmark og sygeplejerske. Hun var stærkt religiøs og medlem af Pinsemissionen.
I 16 års-alderen begyndte Horney at kalde sig for Jane. Hun gik indtil 7. klasse i Anna Sandströms strikse privatskole for piger i Stockholm. Efter 7. klasse forlod hun skolen og forsøgte at tage en realeksamen i Hässleholm, men opholdet varede kun et års tid. Jane fik aldrig en eksamen. Som 14-årig blev hun sendt på privatskole i England i ca. et år for at lære engelsk. Hun boede i London hos en gammel bekendt af sin far. Som 16-årig fik hun kørekort til motorcykel og købte en motorcykel til 75 kroner. Motorcyklen kørte hun på til København. Som 18-årig købte hun en Ford 1928 for sine sparepenge, 
Som 19-årig blev Jane den 23/3 1938 ansat hos Den Kongelige Grønlandske Handel som kahytsjomfru på M/S Disko. Af personalearkivet fremgår at hun optjente i alt 1671 kroner og 10 feriedage, og betalte for 195 kostdage. Ansættelsen ophørte den 15/12 1938. Hendes bopæl var opgivet til ℅ Schrøder Præstøgade 1,4 København Ø. M/S Disko var et kombineret last og passagerskib, det kunne medtage 55 passagerer. Anløb ofte Ivigtut for at indtage kryolit som returlast til København.
Derefter vendte hun hjem til sine forældre på Arkitektvägen 69 i Stockholm, hvor hun lærte at skrive på maskine og begyndte at sælge sine rejseoplevelser fra Grønland til Stockholms-Tidningens søndagstillæg. Redaktøren af tillægget var Herje Granberg (sv), og han blev forelsket i hende.

## Agentvirksomhed
Den 27. december 1939 giftede Jane sig med redaktør Granberg i Bromma Kirke (sv). I efteråret 1941 fik han tilbudt arbejde som Aftonbladets korrespondent i Berlin, og ægteparret Granberg flyttede til Tyskland. De fik en lejlighed i Bayrische Strasse 9. I 1943 blev de skilt. Under opholdet i Berlin mødte Horney diplomater og pressefolk, hvad der gjorde hende interessant for efterretningsfolk, som f.eks. tyskeren Horst Gilbert (f. 1889). Under første verdenskrig havde han været stabsofficer i den tyske hær; derefter rejste han til Sovjetunionen, hvor han hjalp til med at opbygge Den Røde Hær. I den forbindelse lærte han Alexandra Kollontai at kende. I 1934 var Gilbert impliceret i Ernst Röhm-affæren og Kurt von Schleichers påståede kupforsøg mod Hitler. Han havnede derfor i fængsel, men i 1936 blev han sendt til Danmark som efterretningsofficer. Han regnedes som admiral Canaris' mand. I lighed med Canaris skal han have været impliceret i attentatet på Hitler 20.juli 1944. 14.oktober 1944 blev Gilbert skudt ned på sit kontor på Sortedams Dossering 29 af en dansk modstandsgruppe ledet af Ella von Cappeln. Han døde en måned senere.
Gilbert var også mistænkt for at være sovjet-agent. Det skyldtes, at det i januar 1944 lykkedes ham med Horney som kurér at arrangere et møde med sin gamle veninde Kollontai i Stockholm. Hos Gilbert havde Horney samme vinter mødt Regierungsrat Ernst Züchner. De to mænd drøftede muligheden for en separatfred mellem Tyskland og Sovjetunionen. Ifølge Züchner handlede Gilbert på vegne af admiral Canaris.
Major Otto Mayr-Arnold, der havde arbejdet i København, påstod i bladet Heim und Welt i 1953, at Horney som hans agent havde leveret fjorten rapporter. Det betvivles. Men hun havde forbindelser i Sverige med allierede efterretningsfolk, som SOE's chef for danske anliggender, Ronald Turnbull. Hun rapporterede også til det svenske sikkerhedspoliti, SÄPO, ved Martin Lundqvist og Otto Danielsson. Danielsson brugte hende, da hun "ikke havde moralske betænkeligheder" ved at opsøge agenter og lade, som om hun var forelsket i dem. Under afhøringer bekræftede Horney overfor SÄPO, at hun havde hjulpet Gilbert til at møde Kollontai ved at tage kontakt med TASS-korrespondenten Alexander Pavlov i Stockholm; Pavlov var tilknyttet NKVD. Hun skal også have givet den svenske kommunist Per Meurling oplysninger om tyske troppetransporter langs den svenske østkyst. Meurling, der endte som redaktør af Cocktail, havde også Lulu Ziegler i sin tjeneste.
Ifølge Jan Bergman (i dennes bog Sekreterarklubben) arbejdede Horney for den svenske militære efterretningstjeneste C-byrån. Der herskede en ondskabsfuld rivalisering mellem denne og det svenske rigspolitis efterretningstjeneste Säkerhetspolisen, til dels på grund af de pro-tyske og pro-nazistiske strømninger i Säkerhetspolisen. Ifølge Bergman gav Säkerhetspolisen bevidst den danske modstandsbevægelse en højst ensidig og negativ opfattelse om Horney og hendes aktiviteter.
I Stockholm havde Horney også kontakt med den tyske legationsråd Heinz Thorner, som i august 1944 ønskede hendes hjælp til at få billeder af tyske ofre for allierede bombeangreb i det amerikanske blad LIFE. Det mislykkedes, selv om Horney fik overleveret fotografierne i en lejlighed i Rindögatan 42. Der mødte hun flere tyske efterretningsfolk, og her blev nordmanden Kai Holst likvideret i juni 1945.

## Drabet
"Flammen" fortalte i sommeren 1944 en anden modstandsmand Frode Jakobsen, at han havde fået ordre til at dræbe en svensk dame, Jane Horney Granberg, og spurgte, hvad Jakobsen mente om det. Ifølge Jakobsen svarede han, at han aldrig havde hørt om hende, og derfor ikke havde nogen formening om "drabets berettigelse eller nødvendighed". Flammen forsøgte forgæves at likvidere Horney, da hun i juli besøgte København, og i august rejste han til Stockholm i håb om at komme på skudhold. Ifølge Jakobsen var det englænderne, der via SOE havde givet ordre til drabet, men i Sverige fortalte Flammen, at ordren kom fra Danmark. SOE's ledelse i Stockholm afholdt da også "Flammen" fra at udføre drabet, og en uge senere vendte han tilbage til Danmark.
14. august 1944 indeholdt det illegale blad Information en advarsel om, at Jane Horney var spion og stikker og beskrev hendes omgangskreds. Hun blev arresteret af svensk politi 29. september 1944, men blev efter lange forhør løsladt 14. oktober.
Ved en fest lige efter julen 1944 mødte modstandsmændene Sven Aage Geisler ("Store-Bjørn") og Asbjørn Lyhne ("Lille-Bjørn") Horney, som blev tiltrukket af Geislers charme. I hendes selskab brugte Geisler og Lyhne i de næste uger en hel formue fra efterretningsvæsenet i det hektiske stockholmske natteliv. Danskerne kunne ikke skyde en svensk statsborger på svensk jord. I stedet aftalte de, at de skulle vinde Horneys fortrolighed og derefter lokke hende med til Danmark for at rense sig for beskyldningerne om spionage. 17. januar 1945 tog hun nattoget til Malmø ledsaget af Geisler, Lyhne og veninden Bodil Fredriksen (en dansk modstandskvinde, der også skulle hjem og mente, det samme gjaldt Horney). I Malmø overnattede de fire på Grand hotel, i dag Savoy, hvor Horneys drabsmand var indlogeret. Her ventede de på at blive sendt illegalt over Øresund. En portier på hotellet fortalte senere politiet, at han ud fra deres opførsel opfattede Horney og Geisler som forlovede. Da Horney fik at vide, at Geisler og Lyhne alligevel ikke skulle med over Øresund, insisterede hun på at fejre afskeden med en middag på Hotel Savoy om aftenen 19.januar. Efter middagen rejste Horney og veninden sammen med drabsmanden ved ti-tiden med forskellige taxaer til Höganäs ved Helsingborg. Lige efter midnat forlod de havnen i en fiskerbåd.
Tidligt om morgenen 20. januar blev Jane Horney skudt, og liget omviklet med jernkæder og sænket i havet. Drabet påstås at være sket på svensk territorium ved Laröd nord for Helsingborg, mens danske myndigheder vil have det til, at det skete i dansk farvand. Til stede var sandsynligvis kun skipper på "Tärnan" og studenten "Jens", identificeret som Hjalmar Ravnbo, der skød hende.
Sandsynligvis gav den danske efterretningsofficer Nils Bjarke Schou ordre om drabet på vegne af SOE. Historikeren Hans Christiansen Bjerg hævder i sin bog Ligaen, at SOE stod bag drabet, men uden at dokumentere det, mens journalisten Erik Nørgaard i sin bog synes at mene, at initiativet kom fra danskerne selv, men at briterne senere påtog sig ansvaret.

## Efterforskning
Horneys far anmeldte sagen til politiet, og på hans opfordring foretog det svenske udenrigsministerium en granskning af dødsfaldet i juli 1945. I juli 1946 fandt der et møde sted mellem blandt andre den senere statsminister Tage Erlander, chefen for det danske justitsministerium, Eivind Larsen, og Frode Jakobsen. Danskerne anså det som bevist, at Horney havde været spion for tyskerne og likvideret som led i en krigshandling, og at det var sket i dansk farvand. Säpo tvivlede dog stadigvæk på, at Horney var tysk agent. Som statsminister udtalte Erlander i 1956, at det ud fra svenske politimyndigheders undersøgelser ikke var bevist, at Horney var spion: "Därmed är givetvis icke sagt att hon skulle vara oskyldig." Året efter konkluderede Malmø-politiet, at det ikke var efterretningsvirksomhed, men "eventyrlyst og seksuelt begær", der havde motiveret Horney til at opsøge tyskere.
På mødet i juli 1946 leverede Frode Jakobsen både en skriftlig og en mundtlig redegørelse for Horney-sagen. Den var usand på centrale punkter, og svensk politi fortsatte at efterforske sagen langt ind i 50'erne. I oktober 1947 påstod Lyhne (som i maj samme år var idømt tre måneders fængsel for dokumentfalsk) overfor politiet i Helsingborg at være delagtig i drabet. Han påstod, det var ham, der havde spillet kæreste med hende de sidste to uger før likvidationen. Bagefter forsøgte han dog at trække sin tilståelse tilbage. Han blev reddet ud af kniben af en telefonsamtale fra Frode Jakobsen. I september 1983 udtalte Jakobsen sig til avisen B.T. om sin opringning. Ifølge Jakobsen løslod svensk politi først Lyhne efter at Jakobsen havde forsikret, at tilståelsen kun var pral. Bagefter havde han dog indskærpet overfor Lyhne, at han ikke ville kunne hjælpe ham en anden gang. Om Geisler og Lyhne sagde han videre, at de to ikke var "nogen man ønskede at have med". Lyhne forklarede Jakobsens hjælpsomhed med, at han "havde noget" på Jakobsen. I september 1948 blev Sven Aage Geisler arresteret i Malmø, mistænkt for likvideringen, hvad han benægtede. Geisler blev selv fundet dræbt i november 1968.
Journalist Jarl Steenbach (f. 1910), der opholdt sig som korrespondent i Berlin fra 20. april 1940 til efteråret 1944, kom privat sammen med Herje Granberg og hans kone. Da filmen om Horney blev vist i dansk fjernsyn, blev Steenbach spurgt, om han troede, hun var tysk spion: "Absolut nej. Jeg mener, at hendes eventyrlyst og ubændige appetit på mænd af alle nationer, hendes dilettantiske trængen ind i magtfulde kredse, hvor kun hendes udseende og sexappeal gav adgangsbillet, skabte den aldrig beviste mistanke." Steenbach anførte også, at Granberg i ugevis måtte "leve på smalkost", hver gang hans kone rejste til Danmark eller Sverige. Havde Horney været spion, var billetten blevet betalt af andre.

## Konspirationsteori
Et rygte ville vide, at Jane Horney ikke blev dræbt i 1945, men løjet død, og at det var Bodil Frederiksen, som blev dræbt om bord på fiskebåden ude på Øresund. Frederiksen døde imidlertid først i 1963. Ifølge rygtet levede Horney helt frem til 3. april 2003, hvor hun døde af naturlige årsager i England. Hun skulle have været agent for England efter 2. verdenskrig.  Der findes ingen dokumentation for det. Al påstået dokumentation er afsløret som forfalsket.